# Чернобаевка (Северо-Казахстанская область)
Чернобаевка (каз. Чернобаевка) — село в районе имени Габита Мусрепова Северо-Казахстанской области Казахстана. Входит в состав Рузаевского сельского округа. Находится примерно в 38 км к юго-юго-востоку (SSE) от села Новоишимское, административного центра района, на высоте 231 метра над уровнем моря. Код КАТО — 596657700.

## Население
В 1999 году численность населения села составляла 439 человек (208 мужчин и 231 женщина). По данным переписи 2009 года, в селе проживало 349 человек (181 мужчина и 168 женщин).